# Grease 2 (bande originale)
Pour les articles homonymes, voir Grease.
Albums de Divers artistes
Grease
(1978)
Grease 2 (Original Soundtrack Recording), est la B.O. du film musical américain, Grease 2, sortie en 1982. L'album fut édité par RSO Records au format cassette audio et Vinyle en 1982, puis au format CD sous le titre Grease 2 (Original Motion Picture Soundtrack), lors d'une réédition par Polydor, en 1996.

## Liste des titres
| 1.    | Back To School Again                    | The Four Tops        | 3:29 |
| 2.    | Cool Rider                              | Michelle Pfeiffer    | 3:33 |
| 3.    | Score Tonight                           | Adrian Zmed          | 2:53 |
| 4.    | Girl For All Seasons                    | Michelle Pfeiffer    | 3:32 |
| 5.    | Do It For Our Country                   | Peter Frechette (en) | 2:43 |
| 6.    | Who's That Guy                          | The Cast             | 5:13 |
| 7.    | Prowlin',                               | Adrian Zmed          | 3:05 |
| 8.    | Reproduction                            | Tab Hunter           | 4:10 |
| 9.    | Charades                                | Maxwell Caulfield    | 4:00 |
| 10.   | (Love Will) Turn Back The Hands Of Time | Michelle Pfeiffer    | 3:36 |
| 11.   | Rock-A-Hula-Luau (Summer Is Coming)     | The Cast             | 3:23 |
| 12.   | We'll Be Together                       | Michelle Pfeiffer    | 3:41 |
| 43:07 |                                         |                      |      |

## Les musiciens
- Tim May : Guitare
- Andy Muson : Bass
- Denny Seiwell : Drums
- Louis St. Louis : Clavier
- Michael Gibson : Orchestration
- Enregistré à "Evergreen Recording Studios, Burbank Californie"